# Velika vrata
Koordinati:   45°08′40″N, 14°15′30″E
Velika vrata (hrvaško Vela vrata, tudi Kanal Vela vrata) so morska ožina v Kvarnerju, ki povezuje Reški zaliv s Kvarnerjem. Ožina leži med otokom Cres in vzhodno obalo Istre, na mestu kjer je otok najbližje celini. Dolžina ožine je okoli 7,5 km, širina 4,2 do 5,5 km, globina pa je do 65 m. Ožina je zelo izpostavljena burji, ki piha iz sever severovzhodne smeri in lahko v zimskih mesecih lahko doseže moč tudi več kot 10 Bf.